# Керавнійський купол
Керавнійський купол (лат. Ceraunius Tholus) — це вулкан на планеті Марс, розташований у квадранглі Tharsis за координатами 24,25° пн. ш., та 262,75° сх. д., один із групи вулканів Урана. Його діаметр становить близько 130 км, висота — 5.5 км, а свою назву він отримав від назви класичної деталі альбедо. Сама ж назва Ceraunius походить від Керавнійських гір на узбережжі Епіру в Греції.

## Географія та геологія
Загалом вважається, що вулкан являє собою базальтовий щит, нижня частина якого похована під рівниною, утвореною з лавових потоків. Давніші ж інтерпретації дозволяли припускати, що це — стратовулкан. Схили вулкана Ceraunius Tholus є досить стрімкими, із середнім нахилом у 8°; вони мають багато радіальних ерозійних каналів та долин із западинами, що починаються одразу ж від підніжжя кільцевого вала кальдери і простягаються до підніжжя самого вулкана. Згідно з поточною науковою концепцією, долини утворилися внаслідок водної ерозії. Досить цікавою особливістю Керавнійського купола є три великі каньйони у північно-західній частині вулкана, ширина яких сягає 2.5 км, а глибина — 300 м. Найбільший з цих трьох, схоже, є також наймолодшим, і виходить із найнижчої точки вулканічної кальдери та завершується у незвичному кратері Рае (косий ударний кратер розміром 35 × 18 км), одразу ж на північ від вулкана, де утворився депозитний конус виносу. Походження цього каньйону досі є предметом суперечок, і наразі існують чотири ймовірні моделі його утворення: флювіальна діяльність, вулканічні потоки, сама долина як лавовий канал, чи якась комбінація вказаних моделей.
Керавнійський купол виглядає малим, якщо порівнювати з іншими, більшими вулканами, однак він майже такий же високий, як Еверест на Землі.
Кальдера вулкана Ceraunius Tholus помережана великою кількістю ерозійних западин, що відрізняються від ударних кратерів, оскільки не мають кільцевого вала, а також дуже нерівномірно поширені на поверхні кальдери. За віком Керавнійський купол, найімовірніше, походить із пізнього гесперійського періоду.

## Льодовики
Деякі науковці вважають, що льодовики могли існувати на багатьох вулканах провінції Тарсис, в тому числі й на вершинах Olympus Mons, Ascraeus Mons, та Pavonis Mons. Льодовики, що були на вершині Ceraunius Tholus, могли в минулому навіть розтопитися та утворити якісь тимчасові озера.

## Середовище навколо Ceraunius Tholus
Ceraunius Tholus перебуває на підвищенні Тарсис, яку іноді називають «опуклістю Тарсис». Тарсис — це вулканічна провінція, де розташовані найбільші вулкани. Olympus Mons — найбільший вулкан з усіх відомих. Ascraeus Mons та Pavonis Mons протяжністю сягають щонайменше 320 км, а у висоту — понад 10 км над плато, на якому вони перебувають. Саме плато розташоване на висоті від п'яти до семи кілометрів над нульовим рівнем висоти поверхні Марса.

Мапа квадрангла Tharsis із позначенням найважливіших деталей. У провінції Тарсис розташована велика кількість вулканів, зокрема — гора Олімп — найвищий відомий вулкан у Сонячній системі.

| |
| Канал Ceraunius Tholus, знімок HiRISE. Кратер на вершині Керавнієвого купола розташований одразу ж справа відносно цього зображення. Клацніть на зображенні, аби роздивитися темні смуги на схилах. Лінія масштабу відповідає 1000 матрів. |

| |
| Вид на Ceraunius Tholus та Uranius Tholus із камери Mars Orbiter Camera космічного апарата Mars Global Surveyor. |

| |
| Комп'ютерна 3D-модель вулкана Ceraunius Tholus із п'ятикратним вертикальним перебільшенням. Зображення було створене на основі даних, зібраних камерою THEMIS та альтиметром MOLA. Кратер Рае розташований зліва. |